# Жаншура
Жаншура́ (каз. Жаншора) — бессточное озеро на северо-востоке Карасуского района Костанайской области Казахстана примерно в 25 км к востоку от села Карасу. Входит в Койбагар-Тюнтюгурскую систему озёр.
Озеро Жаншура расположено в Тюнтюгурской впадине на северо-западной оконечности Сарыарки. С западной стороны отделено узким перешейком шириной около 1 км от озера Тюнтюгур.
Площадь озера составляет около 15,79 км², и может существенно меняться в зависимости от сезонных колебаний уровня воды. Наибольшая глубина — 1,6 м. В маловодные периоды озеро полностью пересыхает. Минерализация воды в среднем — 300—400 мг/л, летом — 600—700 мг/л.
По данным 1960 года, площадь поверхности озера составляла 26 км², наибольшая длина озера — 10 км, наибольшая ширина — 3,3 км. Длина береговой линии составляет 30 км. Озеро расположено на высоте 203 м над уровнем моря.
80-90 % поверхности озера покрыто бордюрно-мозаичными зарослями тростника обыкновенного и рогоза узколистного.
Озеро играет большую роль как место гнездования, миграции и линьки водоплавающих и водно-болотных видов птиц.
Постановлениями Правительства Республики Казахстан озеро в составе Койбагар-Тюнтюгурской системы озёр включено в 2005 году в перечень объектов охраны окружающей среды, имеющих особое экологическое, научное и культурное значение, и в 2006 году в список водных объектов природно-заповедного фонда.
В 2009 году вся Койбагар-Тюнтюгурская система озёр была включена в перечень водно-болотных угодий международного значения подпадающих по действие Рамсарской конвенции.
К 2030 году запланировано создание государственного природного заказника регионального значения «Тюнтюгур-Жаншура».